# Konami Viper
Konami Viper es una placa de arcade creada por Konami destinada a los salones arcade.

## Descripción
El Konami Viper fue lanzada por Konami en 1998.
Posee un procesador Motorola Power PC XPC8240 @ 200-250MHz, gráficos 3DFX y tiene un procesador de sonido YMZ280B.
En esta placa funcionaron 13 títulos.

## Especificaciones técnicas

### Procesador
- Power PC XPC8240 @ 200-250MHz

### Audio
- YMZ280B

### Video
- 3DFX 355-0024-020 (Equivalente a una 3dfx Voodoo3/Avenger)

## Lista de videojuegos
- Boxing Mania
- Code One Dispatch
- GTI Club 2 / Driving Party / GTI Club Corso Italiano
- Jurassic Park 3
- Mocap Boxing
- Police 24/7 / Police 911 / Keisatsukan Shinjuku 24ji
- Police 24/7 2 / Police 911 2 / Keisatsukan Shinjuku 24ji 2
- Silent Scope EX / Sogeki
- Silent Scope Fortune Hunter
- Thrill Drive 2
- Tsurugi : The Sword / Blade Of Honor
- World Combat / Warzaid
- Xtrial Racing